# 알폰소 실바
알폰소 실바 플라세레스(스페인어: Alfonso Silva Placeres; 1926년 3월 19일, 카나리아 제도 라스 팔마스 데 그란 카나리아 ~ 바덴-뷔르템베르크 주 콘스탄츠)는 전직 축구 선수로, 카나리아 제도 당대 최고의 축구 선수로 손꼽혔다.
그는 아틀레티코 마드리드 소속으로 1950년과 1951년에 라 리가를 우승했고, 브라질에서 열린 1950년 월드컵에 참가했다.
1950년 1월 10일, 그는 아르헨티나 정상에 오르고 유럽 일주를 도는 산 로렌소와의 경기에서 카나리아 제도 대표팀 경기에 출전했다. 카나리아 제도는 이 경기에서 4-2 승리를 거두었다.
1956년, 그는 바리오스 감독의 징계로 선수단에서 제외되었다. 결국 그는 신생 구단 라스 팔마스로 300,000 Ptas의 이적료로 입단했다.

## 수상
아틀레티코 마드리드
- 라 리가: 1949–50, 1950–51
- 코파 에바 두아르테: 1951